# Acalles
Acalles é um gênero de coleóptero da família Curculionidae. Insetos deste gênero podem ser encontrados no sudeste da América do Norte, vivendo entre serapilheira ou galhos e videiras mortos. Existem pelo menos 570 espécies no gênero Acalles. 

## Algumas espécies
- Acalles albolineatus
- Acalles cinereus
- Acalles coarctatus
- Acalles dispar
- Acalles dispar achadagrandensis
- Acalles dispar dispar
- Acalles droueti
- Acalles festivus
- Acalles globulipennis
- Acalles histrionicus
- Acalles lunulatus
- Acalles maraoensis
- Acalles nodiferus
- Acalles oblitus
- Acalles ornatus
- Acalles portosantoensis
- Acalles ptinoides
- Acalles pulverosus
- Acalles saxicola
- Acalles sintraniensis
- Acalles terminalis
- Acalles tolpis
- Acalles tristaensis
- Acalles vau